# Ulf Gustavsson
Ulf Gustavsson är en tidigare handbollsmålvakt som spelade för svenska landslaget i VM 1974.

## Klubblagskarriär
Våren 1965 spelade Eskilstuna Guif kval mot bland andra IFK Holmsund, IF Start Örebro, IS Göta Helsingborg och Trollhättans IF med Ulf Gustavsson som målvakt och med Carl-Erik Stockenberg fortfarande som aktiv spelare.  Ulf Gustavsson var 1965 19 år och är alltså född 1945 eller 1946. Året efter det lyckosamma kvalet spelade Ulf Gustavsson 1966 en målsnål premiär för Eskilstuna Guif som slutade 11-11 mot IK Tord allsvenskan. Han var kvar i Guif till 1970 men valde sedan IFK Lidingö. 1972 spelade han för IFK Lidingö när klubben tog sig tillbaka till Allsvenskan. Han spelade bara ett år i allsvenskan med Lidingö som åkte ur allsvenskan direkt. Som landslagsspelare valde han att avsluta elitkarriären i SoIK Hellas 1973-1974 men det blev inget SM-guld med klubben. Hans karriär efter 1974 är okänd.

## Landslagskarriär
Ulf Gustavsson spelade 14 ungdomslandskamper för Sverige åren 1965-1967. Han spelade i ett nordiskt mästerskap och avslutade 1965 med ett inofficiellt ungdoms-VM. Enligt den nya landslagsstatistiken spelade Ulf Gustavsson 27 landskamper varav 19 vanns och 8 förlorades mellan 1966 och 1974. Enligt den gamla statistiken spelade han 26 landskamper. Debut i landslaget gjorde han den 18 december 1966 mot Norge. Sista landskampen spelade han i VM 1974 mot Japan. VM 1974 var hans enda mästerskapsturnering.